# Denkmal für Antifaschistischen Widerstandskampf und Befreiung

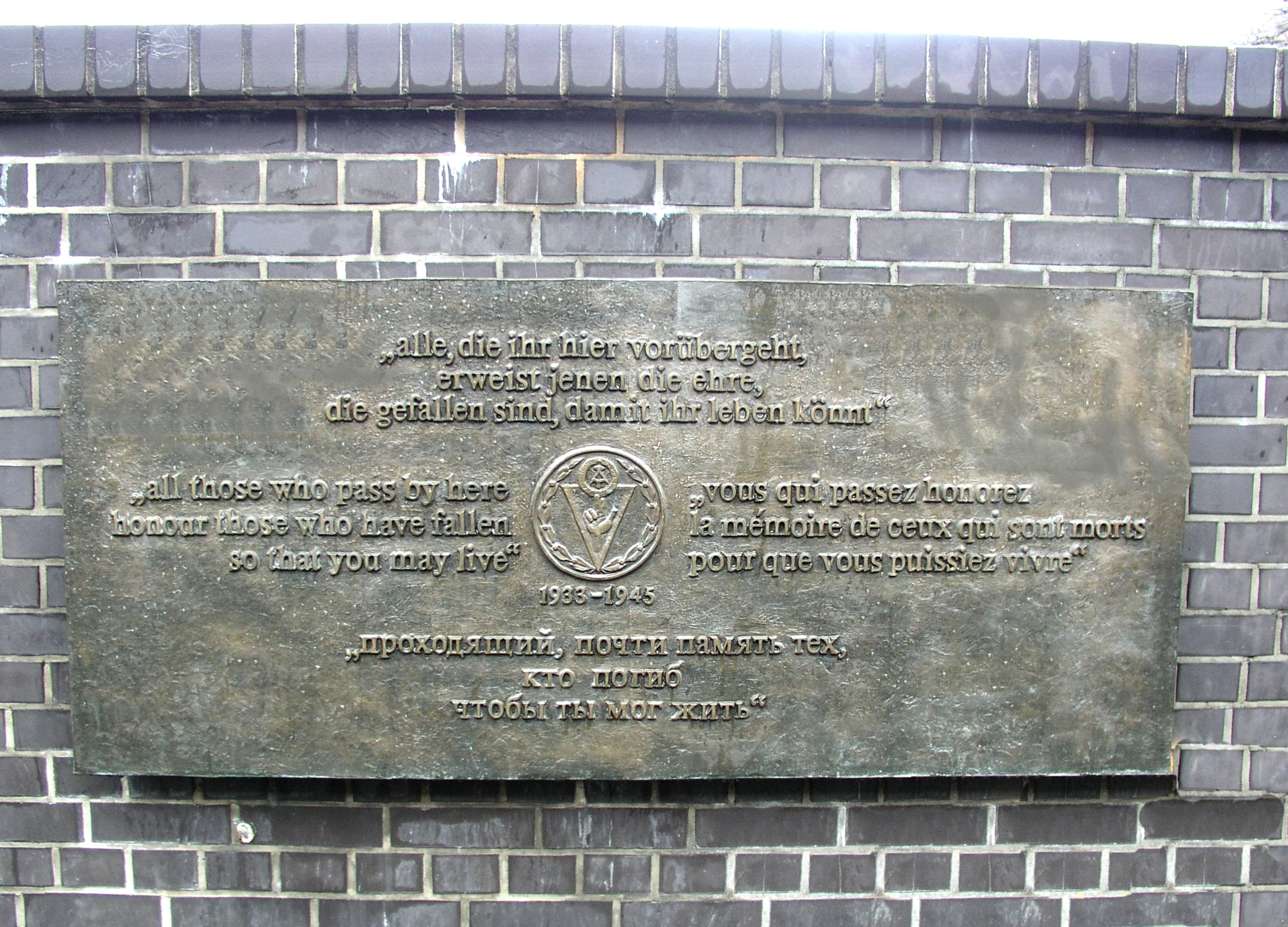
Denkmal für Antifaschistischen Widerstandskampf und Befreiung (mittlere Tafel)

Das Denkmal für Antifaschistischen Widerstandskampf und Befreiung (auch Verfolgung, Widerstand und Befreiung) ist ein Denkmal im Berliner Ortsteil Prenzlauer Berg des Bezirks Pankow.

## Beschreibung
Die fünf Bronzetafeln befinden sich seit dem Jahr 1986 am S+U-Bahnhof Schönhauser Allee an der Westseite der Eisenbahnbrücke neben der Straßenbahnhaltestelle. Sie wurden von Günter Schütz geschaffen, sie zeigen ein Relief mit Szenen von Verfolgung, Widerstand und Befreiung vom Nationalsozialismus. Außerdem trägt die mittlere Tafel um das Emblem der Vereinigung der Verfolgten des Naziregimes (VVN) die Jahreszahlen 1933–1945 folgende viersprachige Inschrift: 
deutsch: „Alle, die ihr hier vorübergeht, erweist jenen die Ehre, die gefallen sind, damit ihr leben könnt“,
englisch: „All those who pass by here honour those who are fallen so that you may live“,
französisch: „Vous qui passez honorez le mémoire de ceux qui sont morts pour que vous puissez vivre“,
russisch: „проходящий, почти память тех, кто погиб чтобы ты мог жить“.